# خورشیدگرفتگی ۱۲ نوامبر ۱۹۲۸
خورشیدگرفتگی ۱۲ نوامبر ۱۹۲۸ (به انگلیسی: Solar eclipse of November 12, 1928) یک خورشیدگرفتگی از نوع خورشیدگرفتگی جزئی است. این خورشیدگرفتگی در تاریخ ۱۲ نوامبر ۱۹۲۸ میلادی (‎۲۱ آبان ۱۳۰۷ خورشیدی) روی داد که زمان اوج آن، ساعت ۹:۴۸:۲۴ به‌وقت ساعت هماهنگ جهانی بوده‌است.